# 椙本孝思
椙本 孝思（すぎもと たかし、1977年12月25日 - ）は、日本の小説家。奈良県生まれ。大阪国際大学経営情報学部卒業。
2002年、「やがて世界は詩に至る」で小説家デビューする。
2012年、『THE QUIZ』が啓文堂書店が発表する第4回啓文堂おすすめ文庫大賞を受賞。

## 著書

### THE CHATシリーズ
- THE CHAT（2003年8月 アルファポリス／2006年10月 アルファポリス文庫）
- THE CHAT Ver.2.1（2004年8月 アルファポリス／2006年10月 アルファポリス文庫）

### 〈迷探偵黒彦〉シリーズ
- 魔神館事件 夏と少女とサツリク風景（2007年9月 角川書店／2012年9月 角川文庫）
- 天空高事件 放課後探偵とサツジン連鎖（2009年3月 角川書店／2012年11月 角川文庫）
- 露壜村事件 生き神少女とザンサツの夜（2013年1月 角川文庫）
- 幻双城事件 仮面の王子と移動密室（2014年 角川文庫）

### その他の作品
- やがて世界は詩に至る（2002年11月 アルファポリス）
- 明日、キャロラインカフェで（2006年11月 アルファポリス／2007年10月 アルファポリス文庫） - 文庫版は『Spooky』に改題
- THE QUIZ（2007年11月 アルファポリス／2010年1月 アルファポリス文庫）
- 雨の降る夜、死霊メールが（2008年11月 アルファポリス文庫）
- 時間島（2009年7月 アルファポリス／2010年7月 アルファポリス文庫）
- 昆虫部（2010年5月 幻冬舎）
- タイムカプセル（2011年4月 アルファポリス／2012年7月 アルファポリス文庫）
- バジリスク 寄生生物（2012年2月 角川ホラー文庫）
- ミナゴロシ（2013年7月 アルファポリス／2014年7月 アルファポリス文庫） - 文庫版は『庵谷高校の死神 閉ざされた校舎と見知らぬクラスメイト』に改題
- へたれ探偵観察日記（2014年10月 幻冬舎文庫）
- スパイダー・ウェブ（2015年8月 実業之日本社文庫）
- たちあがれ、大仏（2017年3月 幻冬舎文庫）
- 君が何度死んでも（2017年12月 アルファポリス文庫）
- ハイエナの微唾 刑事部特別捜査係（2018年7月 角川文庫）
- 読んではいけない殺人事件（2018年10月 実業之日本社文庫）
- ミルキ→ウェイ☆ホイッパ→ズ 一日警察署長と木星王国の野望（2019年4月 潮文庫）
- ヒトガタさま（2020年6月 幻冬舎文庫）
- フィニッシュライン 警視庁「五輪」特警本部・足利義松の疾走（2021年6月 潮文庫）

## メディア・ミックス

### 漫画
作画：高橋りか
- THE QUIZ（2012年2月 アルファポリスCOMICS）
- THE CHAT（2012年7月 アルファポリスCOMICS）

作画：松枝尚嗣
- 時間島（2014年7月 アルファポリスCOMICS）

### テレビドラマ
- THE QUIZ（2012年9月1日、日本テレビ系、主演：ルイス・ジェシー）[3]